# 비에이라긴혀박쥐
비에이라긴혀박쥐(Xeronycteris vieirai)는 주걱박쥐과 긴혀박쥐아과에 속하는 박쥐의 하나이다. 브라질 북부 지역에서 서식하며, 2005년 그레고린(Gregorin)와 디취필드(Ditchfield)가 발견했다. 비에이라긴혀박쥐속(Xeronycteris)의 유일종이다.

## 특징
작은 박쥐로 전완장이 35.4~38.1mm이고 꼬리 길이가 6.6~8mm이다. 발 길이는 10.84~13mm, 귀 길이는 10~12.64mm이다. 등 쪽은 갈색이고 배 쪽은 좀더 밝은 색을 띤다.

## 생태
먹이는 주로 꽃꿀이나 꽃가루고 곤충도 먹는 것으로 추정된다.

## 분포 및 서식지
브라질 북부와 동부 지역의 바이아주와 파라이바주, 세르지피주, 페르남부쿠주, 미나스제라이스주 북부 지역에서만 알려져 있다. 카팅가 지역에서 서식한다.